# گیاه‌پارچ سسیلیا
گیاه‌پارچ سسیلیا (نام علمی: Nepenthes ceciliae)، یک گونه از سرده گیاه‌پارچ‌ها و بومی جزیره فیلیپین میندانائو است، جایی که در ارتفاع ۱۵۰۰ تا ۱۸۸۰ متری از سطح دریا رشد می‌کند. کشف آن به صورت آنلاین در آگوست ۲۰۱۱ اعلام شد.
گیاه‌پارچ سسیلیا متعلق به گروه غیررسمی گیاه‌پارچ باله‌دار است که شامل، گیاه‌پارچ باله‌دار، گیاه‌پارچ نگروس، گیاه‌پارچ گل‌قلمی، گیاه‌پارچ سارانگانی، گیاه‌پارچ کاپلاندی، گیاه‌پارچ منقرض، گیاه‌پارچ همیگویتان، گیاه‌پارچ کیتانگلاد، گیاه‌پارچ راموس، گیاه‌پارچ لیته، گیاه‌پارچ فرا و گیاه‌پارچ میندانائو می‌شود.
این گونه‌ها توسط تعدادی از خصوصیات ریخت‌شناسی، از جمله دمبرگ‌های بالدار، کلاهک‌هایی با برآمدگی‌های پایه در سطح پایین (اغلب به صورت ضمیمه) و پارچ‌های بالایی که معمولاً وسیع‌ترین نزدیک به پایه هستند، متحد می‌شوند.
مارتین چیک (Martin Cheek) و متیو جب (Matthew Jebb) در مقاله اصلی خود که گروه گیاه‌پارچ باله‌دار را تعریف می‌کردند، گیاه‌پارچ سسیلیا را احتمالاً همسان با گیاه‌پارچ کاپلاندی می‌دانستند.

## دورگه‌های طبیعی
گیاه‌پارچ سسیلیا × گیاه‌پارچ زیبا